# Adenostyles leucophylla
Il  cavolaccio lanoso (nome scientifico Adenostyles leucophylla (Willd.) Rchb., 1831)  è una specie di pianta angiosperma dicotiledone della famiglia delle Asteraceae (sottofamiglia Asteroideae).

## Etimologia
Il nome del genere (Adenostyles) è di derivazione ellenica (adhno-stuloj ) e fa riferimento alle ghiandole che ricoprono lo stilo del fiore.  L'epiteto specifico (leucophylla) significa, nella lingua greca, “foglie bianche” e fa riferimento alle foglie bianco-lanose della pianta.
Il binomio scientifico attualmente accettato (Adenostyles leucophylla) è stato proposto inizialmente dal botanico, farmacista e micologo tedesco Carl Ludwig Willdenow (1765-1812), e perfezionato in seguito dal botanico, ornitologo e illustratore tedesco Heinrich Gottlieb Ludwig Reichenbach (1793–1879)  nella pubblicazione ” Flora Germanica Excursoria” del 1831.

## Descrizione

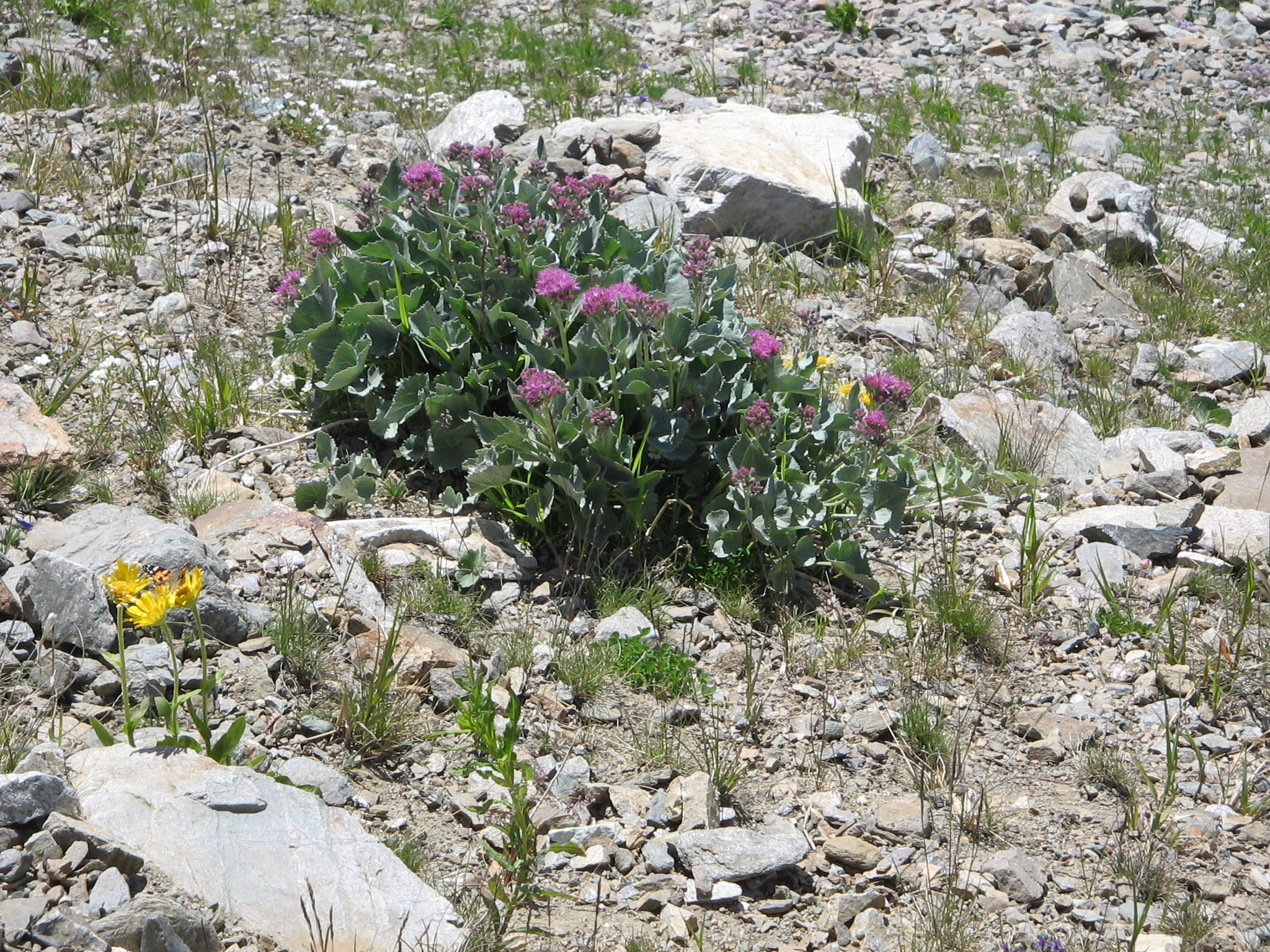
Il portamento

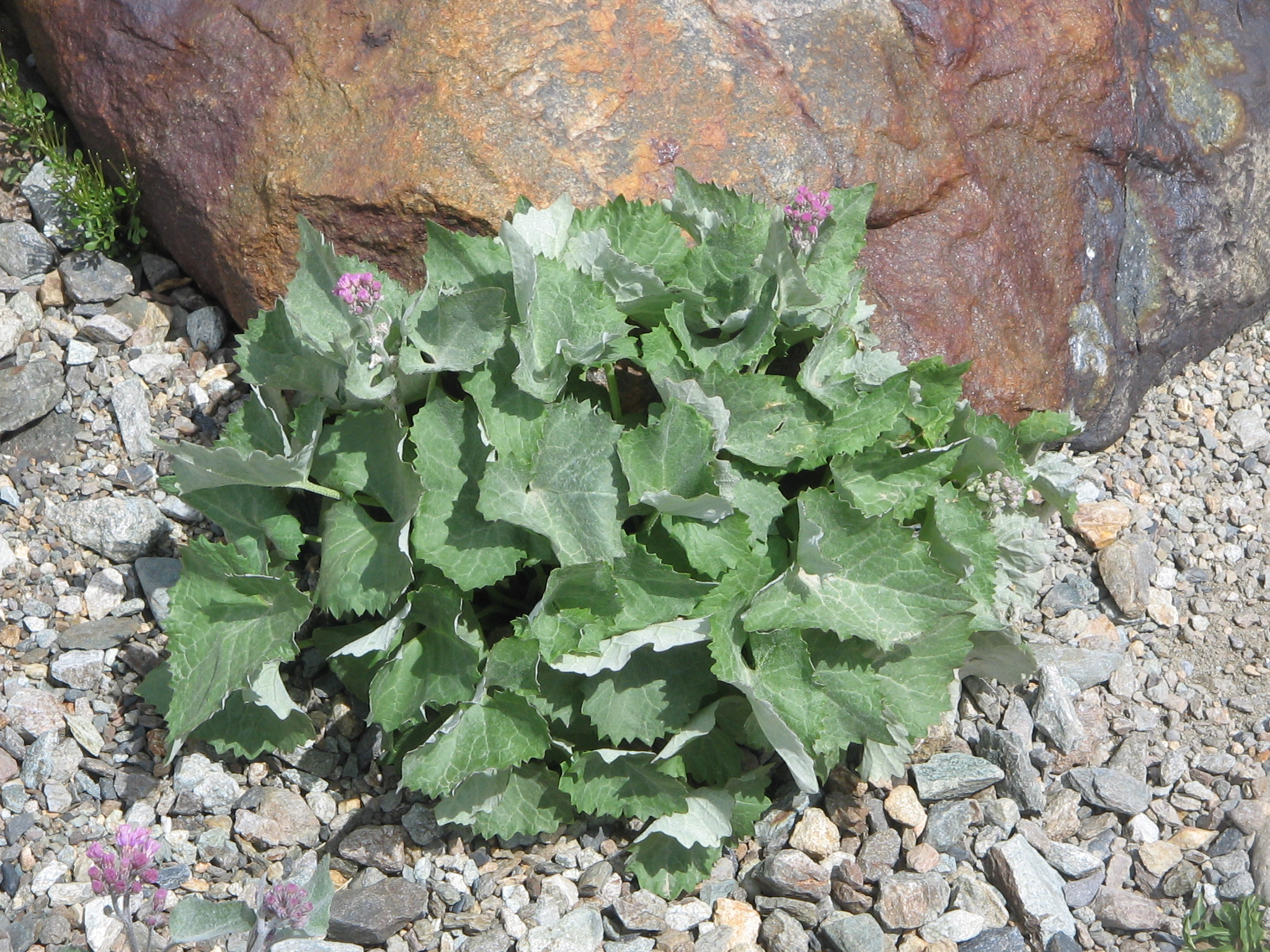
Le foglie

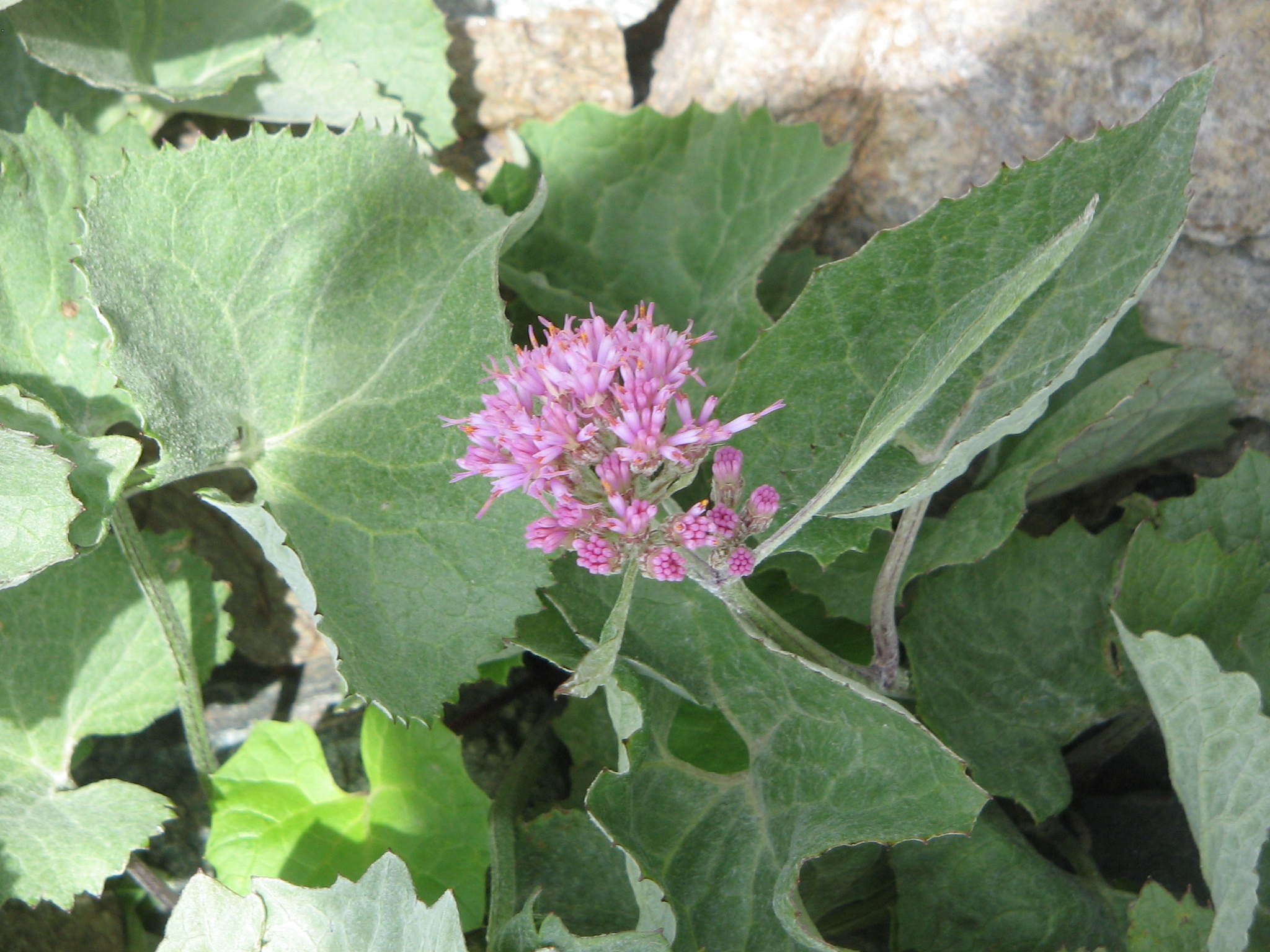
Infiorescenza

Habitus. Adenostyles leucophylla ha un habitus di tipo erbaceo perenne rizomatoso. Le superfici delle piante possono essere sia glabre che pubescenti per peli semplici. La forma biologica prevalente della specie è emicriptofita scaposa (H scap), ossia sono piante perennanti tramite gemme situate sul terreno e con asse fiorale allungato e con poche ma grandi foglie. Questa pianta può raggiungere un'altezza variabile da 2 a 4 dm.
Radici. Le radici in genere sono secondarie da rizoma e possono essere fibrose.
Fusto. 
- Parte ipogea: la parte sotterranea del fusto è un rizoma.
- Parte epigea: la parte aerea del fusto è eretta a sezione cilindrica. La superficie è finemente pubescente.

Foglie. Sono presenti sia foglie basali che cauline. Sia le foglie basali che quelle cauline su entrambe le facce sono bianco-lanose.
- Foglie basali: le foglie alla base del fusto, lungamente peduncolate, sono grandi, intere e cordato-triangolari di consistenza grassetta; il margine fogliare è dentato in modo acuto e irregolare.
- Foglie cauline: le foglie lungo il fusto sono disposte in modo alterno, sono sessili (o brevemente peduncolate) con dimensioni via via più piccole.

Infiorescenza. Le sinflorescenze sono composte da diversi capolini organizzati in formazioni densamente corimbose. Le infiorescenze vere e proprie sono formate da uno stretto capolino terminale peduncolato peloso di tipo discoide. Alla base dell'involucro è presente un calice formato da brattee fogliacee. I capolini sono formati da un involucro, con forme ovoidi, composto da diverse brattee, al cui interno un ricettacolo fa da base ai fiori tubulosi. Le brattee, obovate, sono disposte in modo embricato su una o due serie e possono essere connate alla base. Il ricettacolo è nudo (senza pagliette a protezione della base dei fiori); la forma è convessa e a volte è alveolato. Diametro del capolino: 3 – 5 mm.
Fiori.  I fiori (da 12 a 15) sono tetra-ciclici (formati cioè da 4 verticilli: calice – corolla – androceo – gineceo) e pentameri (calice e corolla formati da 5 elementi). Sono inoltre ermafroditi e actinomorfi.
- Formula fiorale:

*/x K {\displaystyle \infty }, [C (5), A (5)], G 2 (infero), achenio
- Calice: i sepali del calice sono ridotti ad una coroncina di squame.
- Corolla: nella parte inferiore i petali della corolla sono saldati insieme e formano un tubo. In particolare le corolle dei fiori del disco centrale (tubulosi) terminano con delle fauci dilatate a raggiera con quattro lobi. I lobi possono avere una forma da deltoide a triangolare-ovata. Il colore delle corolle è roseo–violetto.
- Androceo: gli stami sono 5 con dei filamenti liberi. La parte basale del collare dei filamenti può essere dilatata. Le antere invece sono saldate fra di loro e formano un manicotto che circonda lo stilo. Le antere sono senza coda ("ecaudate") e arrotondate alla base; a volte sono presenti delle appendici apicali che possono avere varie forme (principalmente lanceolate). La struttura delle antere è di tipo tetrasporangiato, raramente sono bisporangiate. Il tessuto endoteciale è radiale o polarizzato. Il polline è tricolporato (tipo "helianthoid").[14]
- Gineceo: lo stilo, a forma cilindrica, è biforcato con due stigmi nella parte apicale. Gli stigmi sono troncati o ottusi o arrotondati, ma anche lineari con appendici acuminate; possono avere un ciuffo di peli radicali o in posizione centrale; possono inoltre essere ricoperti da minute papille; altre volte i peli sono di tipo penicillato. Le superfici stigmatiche sono separate o parzialmente confluenti, oppure continue.  L'ovario è infero uniloculare formato da 2 carpelli.
- Antesi: da luglio a agosto.

Frutti. I frutti sono degli acheni con pappo. La forma degli acheni è oblunga; la superficie è percorsa da diverse coste longitudinali e può essere glabra o talvolta pubescente. Possono essere presenti delle ali o degli ispessimenti marginali. Non sempre il carpoforo è distinguibile. Il colore del frutto può essere nero o bruno. Il pappo è formato da numerose setole snelle (o peli) disposte su più ranghi; le setole sono lunghe e ricoprono fino a metà la corolla del fiore.

## Biologia
Impollinazione: l'impollinazione avviene tramite insetti (impollinazione entomogama tramite farfalle diurne e notturne).

Riproduzione: la fecondazione avviene fondamentalmente tramite l'impollinazione dei fiori (vedi sopra).

Dispersione: i semi (gli acheni) cadendo a terra sono successivamente dispersi soprattutto da insetti tipo formiche (disseminazione mirmecoria). In questo tipo di piante avviene anche un altro tipo di dispersione: zoocoria. Infatti gli uncini delle brattee dell'involucro (se presenti) si agganciano ai peli degli animali di passaggio disperdendo così anche su lunghe distanze i semi della pianta. Inoltre per merito del pappo il vento può trasportare i semi anche a distanza di alcuni chilometri (disseminazione anemocora).

## Distribuzione e habitat

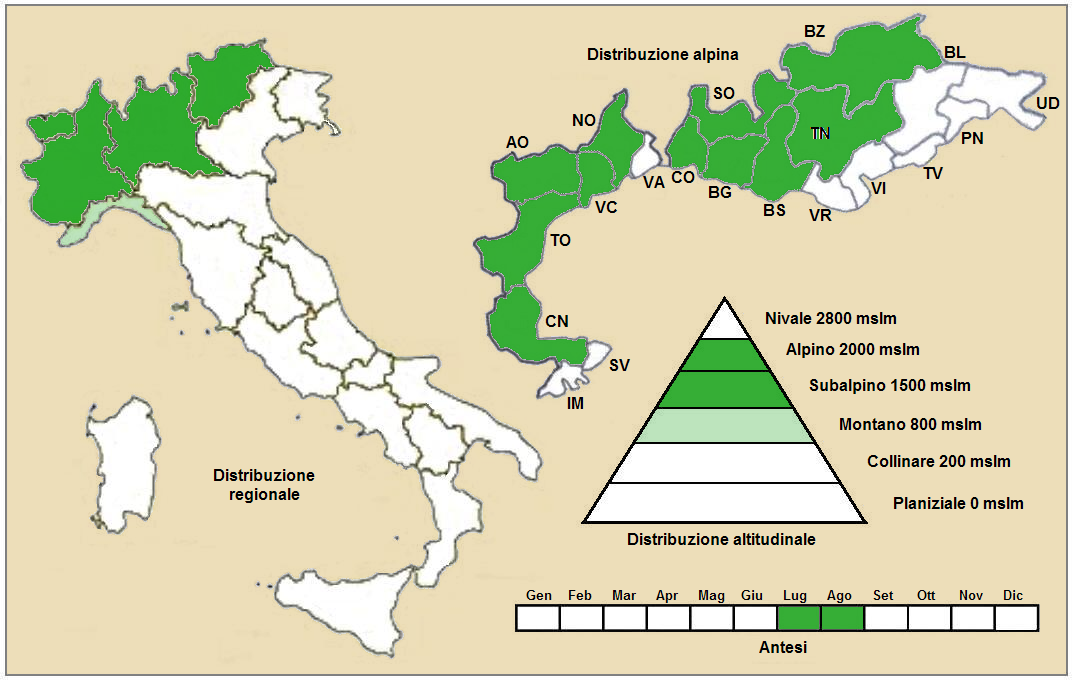
Distribuzione della pianta
(Distribuzione regionale – Distribuzione alpina)

Geoelemento: il tipo corologico (area di origine) è "Endemico – Ovest Alpico".
Distribuzione: in Italia è presente, ma raramente soprattutto nelle Alpi occidentali (un po' meno nelle altre zone alpine).
Habitat: l'habitat tipico sono le pietraie e i macereti.  Il substrato preferito è siliceo con pH acido, bassi valori nutrizionali del terreno che deve essere umido.
Distribuzione altitudinale: sui rilievi queste piante si possono trovare da 2.000 fino a 3.100 m s.l.m.; frequentano quindi i seguenti piani vegetazionali: subalpino, alpino e in parte quello montano.

### Fitosociologia
Dal punto di vista fitosociologico alpino Adenostyles leucophylla appartiene alla seguente comunità vegetale:
Formazione: delle comunità delle fessure, delle rupi e dei ghiaioni
Classe: Thlaspietea rotundifolii
Ordine: Androsacetalia alpinae

## Tassonomia
La famiglia di appartenenza di questa voce (Asteraceae o Compositae, nomen conservandum) probabilmente originaria del Sud America, è la più numerosa del mondo vegetale, comprende oltre 23.000 specie distribuite su 1.535 generi, oppure 22.750 specie e 1.530 generi secondo altre fonti (una delle checklist più aggiornata elenca fino a 1.679 generi). La famiglia attualmente (2021) è divisa in 16 sottofamiglie; la sottofamiglia Asteroideae è una di queste e rappresenta l'evoluzione più recente di tutta la famiglia.
Il basionimo per questa specie è: Cacalia leucophylla Willd. (1736).

### Filogenesi
La specie di questa voce appartiene alla sottotribù Senecioninae della tribù Senecioneae (una delle 21 tribù della sottofamiglia Asteroideae). In base ai dati filogenetici la sottotribù, all'interno della tribù, occupa il "core" della tribù e insieme alla sottotribù Othonninae forma un "gruppo fratello".
La struttura della sottotribù è molto complessa e articolata (è la più numerosa della tribù con oltre 1.200 specie distribuite su un centinaio di generi) e al suo interno sono raccolti molti sottogruppi caratteristici le cui analisi sono ancora da completare. Il genere della specie di questa voce è a capo del gruppo "Adenostylinae" comprendente i generi Adenostyles, Caucasalia, Dolichorrhiza, Iranecio e Pojarkovia, tutti caratterizzati da corolle a 4 lobi. Da un punto di vista filogenetico questo gruppo nell'ambito della sottotribù Senecioninae occupa una posizione abbastanza centrale e con i gruppi "Curio group" e il "Gynuroid clade" formano un "gruppo fratello". A causa di questa profonda nidificazione all'interno della sottotribù il gruppo non può essere definito tassonomicamente in modo autonomo.
I caratteri distintivi per le specie del genere  Adenostyles sono:
- il portamento è erbaceo perenne e rizomatoso;
- il calice alla base dell'involucro è presente;
- i rami dello stilo sono subulati.

In particolare i caratteri distintivi per la specie  Adenostyles leucophylla sono:
- le foglie sono appena più larghe che lunghe;
- i capolini hanno 12 - 15 fiori;
- le brattee dell'involucro (ovoide) hanno delle forme obovoidi.

Il numero cromosomico della specie è: 2n = 38.

### Sinonimi
Questa entità ha avuto nel tempo diverse nomenclature. L'elenco seguente indica alcuni tra i sinonimi più frequenti:
- Adenostyles alliariae subsp. hybrida  (Vill.) Tutin
- Adenostyles alpina (L.) Bluff & Fingerh. subsp. alpina var. tomentosa (Vill.) Fiori
- Adenostyles alpina var. leucophylla  (Willd.) Fiori
- Adenostyles candidissima Cass.
- Adenostyles hybrida  (Vill.) DC.
- Adenostyles intermedia  Hegetschw.
- Adenostyles petasites subsp. hybrida  (Vill.) Arcang.
- Adenostyles tomentosa (Vill.) Sch. & Th.
- Adenostyles villarsii  Rouy
- Cacalia tomentosa  Vill.
- Cacalia tomentosa var. hybrida  Vill.

### Specie simili
Le altre specie del genere Adenostyles presenti nella flora spontanee italiana, come forma non sono molto diverse da quelle di questa voce che comunque si distingue per la colorazione biancastra sia del fusto che delle foglie.

## Usi: giardinaggio
Queste piante sono usate soprattutto nei giardini rocciosi in quanto il loro ampio fogliame ha una buona funzione ornamentale. La coltivazione inoltre non è molto difficile se allevate entro un composto terroso ricco di torba, ma capace di mantenere fresche e umide le radici. Si propagano sia per seme che per divisione di piede.